# Calamopus phyllicola
Espèce
Calamopus phyllicola est une espèce d'araignées aranéomorphes de la famille des Cheiracanthiidae.

## Distribution
Cette espèce est endémique de Thaïlande. Elle se rencontre dans le parc national de Khao Yai dans la province de Nakhon Ratchasima.

## Description
Le mâle holotype mesure 4,80 mm et la femelle paratype 5,00 mm.

## Publication originale
- Deeleman-Reinhold, 2001 : Forest spiders of South East Asia: with a revision of the sac and ground spiders (Araneae: Clubionidae, Corinnidae, Liocranidae, Gnaphosidae, Prodidomidae and Trochanterriidae. Brill, Leiden, p. 1-591.